# Ylä-Lappi
Ylä-Lappi är en sjö i kommunen Heinävesi i landskapet Södra Savolax i Finland. Sjön ligger 80,8 meter över havet. Arean är 87 hektar och strandlinjen är 7,83 kilometer lång. Sjön  ingår i Vuoksens huvudavrinningsområde.   Den ligger omkring 100 kilometer nordöst om S:t Michel och omkring 310 kilometer nordöst om Helsingfors. 